# Приёмники излучения
Приёмник излучения — прибор, предназначенный для обнаружения и измерения энергии излучения. Осуществляет трансформирование поглощенной энергии излучения в другие виды энергии (тепловую, механическую, электрическую, химическую и т. д.), количества которых затем измеряются.

## Основные параметры
- Порог чувствительности. Минимальная мощность потока излучения, который обнаруживается данным приёмником. Зависит от уровня шумов в приемнике.
- Коэффициент преобразования. Коэффициент, связывающий мощность потока излучения, падающего на приемник с величиной возникающего в приемнике сигнала.
- Постоянная времени. Время, по истечении которого сигнал на выходе приемника, на вход которого начинает падать постоянный поток излучения, достигает заранее заданной доли от максимального установившегося значения.
- Область спектральной чувствительности. Область спектра, в которой падающий поток излучения, превышающий пороговый, вызывает в приемнике сигнал.